# Aphanogmus reticulatus
Aphanogmus reticulatus is een vliesvleugelig insect uit de familie van de Ceraphronidae. De wetenschappelijke naam van de soort is voor het eerst geldig gepubliceerd in 1960 door Parr.